# Ludwig Bergér
Ludwig Michael Heinrich Bergér (* 4. August 1887 in Hanau; † 6. September 1972 in Mendig) war ein deutscher Jurist und Politiker.

## Leben
Als Sohn eines Oberrealschullehrers geboren, studierte Bergér nach dem Besuch des Humanistischen Gymnasiums Gießen Rechtswissenschaften und Volkswirtschaft an den Universitäten in Gießen und Berlin. Während seines Studiums wurde er 1905 Mitglied der Gießener Burschenschaft Germania, später 1951 der Burschenschaft Germania Saarbrücken. Innerhalb der Deutschen Burschenschaft engagierte er sich in verschiedenen Gremien, so war er 1907/08 Kassenwart der Deutschen Burschenschaft. Seine Examen legte er 1909 und 1914 ab. Nachdem er bereits Einjährig-Freiwilliger und Reserveoffizier im Infanterie-Regiment „Kaiser Wilhelm“ (2. Großherzoglich Hessisches) Nr. 116 gewesen war, nahm er am Ersten Weltkrieg teil, mit Einsätzen in Frankreich und Russland, nach schwerer Verwundung mit Verlust eines Auges zuletzt als Adjutant im Ukrainer Propagandalager in Wetzlar.
1918 wurde er Stadtassessor in Wetzlar. Von 1920 bis 1933 war er Bürgermeister von Oberstein, dann bis 1945 von Idar-Oberstein. Während des Ruhrkampfes war er 1923 bis 1924 von den Franzosen ausgewiesen worden, ebenso 1945 aus dem Amt enthoben. Nach dem Zweiten Weltkrieg betätigte er sich in der örtlichen Handelskammer und im Kuratorium Unteilbares Deutschland.

## Ehrungen
- 1964: Silberner Wappenteller der Stadt Idar-Oberstein